# Flughafen Dundee

i7
i11
i13
Der Flughafen Dundee (englisch Dundee Airport, schottisch-gälisch Port-adhair Dhùn Dè, IATA-Code: DND, ICAO-Code: EGPN) ist der Flughafen der Stadt Dundee im Nordosten Schottlands. Er liegt in südwestlicher Richtung ca. 3 km vom Stadtzentrum entfernt, am Ufer des Firth of Tay mit Blick auf die Tay Rail Bridge. Betreiber ist Dundee Airport Ltd., ein Tochterunternehmen der Highlands und Islands Airports Limited.
Der Flughafen Dundee ist der nächstgelegene Flughafen zu den Meisterschafts-Golfplätzen bei St. Andrews, Gleneagles und Carnoustie.

## Fluggesellschaften und Ziele
Folgende Fluggesellschaften betreiben regelmäßige Linien- und Charterdienste am Flughafen Dundee:
| Fluggesellschaft | Flugziel                            |
| ---------------- | ----------------------------------- |
| Loganair         | Belfast–City, London–City, Sumburgh |

## Verkehrsanbindung

### Straße
Die A85 führt direkt am Flughafen vorbei, sie führt über die A90 und den Kingsway in das Stadtzentrum, der Flughafen ist ca. 3 km vom Stadtzentrum entfernt.

### Bus
Vom Flughafen Dundee ist es eine kurze Taxifahrt zum Busbahnhof Dundee mit vielen regionalen Busverbindungen. Es können auch Busse von lokalen Betreibern gebucht werden.

### Eisenbahn
Der Flughafen ist auch eine kurze 4-minütige Taxifahrt vom Bahnhof Dundee entfernt. Der Bahnhof befindet sich an der East Coast Main Line nach Aberdeen, Edinburgh, Leeds und London und ist auch auf der Glasgow-Aberdeen Line mit Glasgow verbunden. Der Bahnhof Dundee wird von ScotRail, London North Eastern Railway, CrossCountry und den Caledonian Sleeper angefahren.

## Zwischenfälle
- Am Freitag, den 24. Oktober 2003, kam eine sechssitzige Socata TBM 700 mit US-Kennzeichen 200 Meter vor der Landebahn in der Tay-Mündung nieder. Ein Hovercraft wurde eingesetzt und die Insassen wurden in ca. 15 Minuten aus dem Flugzeug geborgen. Die vier Personen an Bord wurden nur leicht verletzt.
- Am Montag, den 6. Juni 2005, entkamen ein Fluglehrer und Flugschüler unverletzt, als eine Grob G 115 durch einen Zaun am Flughafen Dundee stürzte, nachdem der Flugschüler in Schwierigkeiten geriet. Das Flugzeug wurde bei dem Unfall weitgehend beschädigt.